# Antachara rotundata
Antachara rotundata är en fjärilsart som beskrevs av Walker 1858. Antachara rotundata ingår i släktet Antachara och familjen nattflyn. Inga underarter finns listade i Catalogue of Life.